# Sattahip

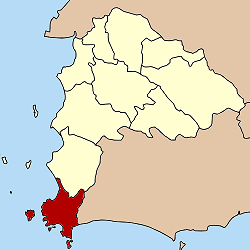
Situation du district de Sattahip dans la province de Chonburi.

Sattahip (thaï : สัตหีบ ; sàt.tā.hìːp) est un district (amphoe) de la province thaïlandaise de Chonburi. 

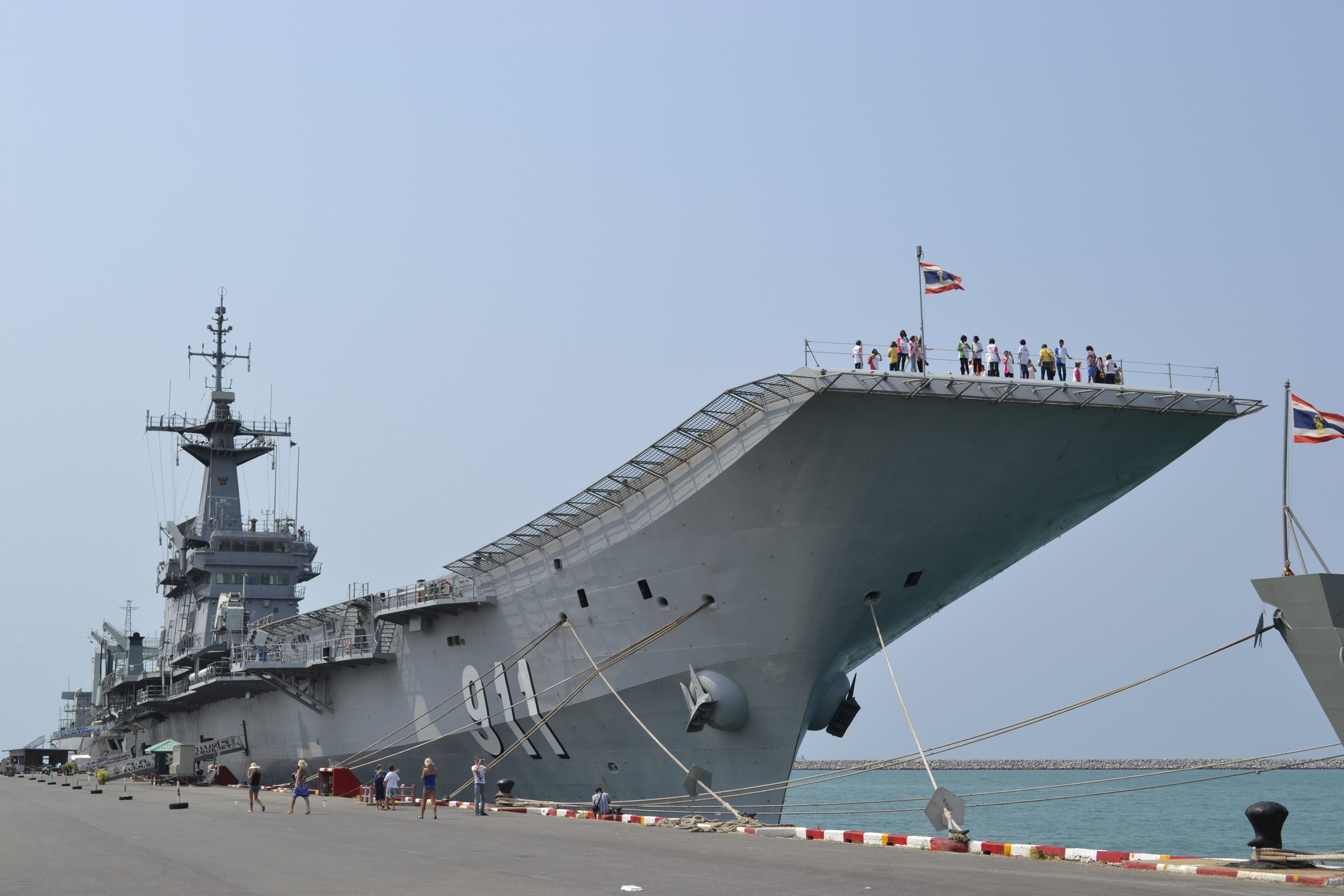
Hathams Chakri Naruebet à la base navale de Sattahip

Il abrite une base navale de la marine royale thaïlandaise sur le golfe de Thaïlande, port d'attache du porte-aéronef Chakri Naruebet. 
L'aéroport international U-Tapao, également utilisé par la marine thaïlandaise, était une base de l'armée américaine lors de la guerre du Viêt Nam.
Le district a été le lieu du 20e jamboree scout mondial de 2002-2003.

## Histoire
Le district secondaire (King Amphoe, กิ่งอำเภอ) de Sattahip a été créé le 1er avril 1937 en même temps que celui de Na Chom Thian, par détachement de celui de Bang Lamung. Il est devenu district à part entière en 1953.